# Esherick House

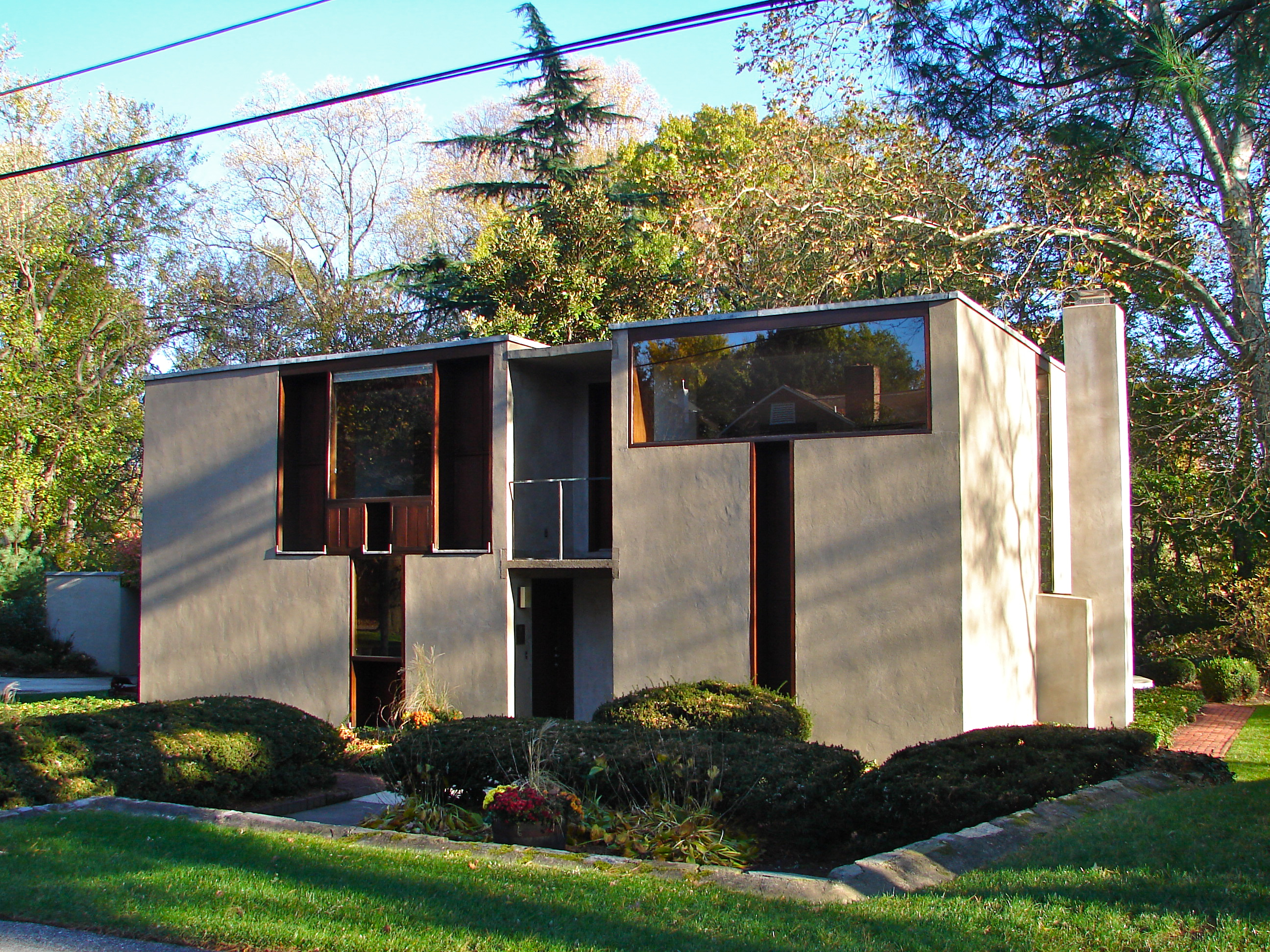
Esherick House, framsida

Esherick House är en enfamiljsbostad i området Chestnut Hill, Philadelphia i Pennsylvania. Villan ritades för en ensamstående kvinna av arkitekten Louis Kahn och uppfördes mellan 1959 och 1961. 
Arkitekturen är sparsmakad och andas den abstraherade modernism som Kahn kännetecknades för. Byggnaden består av två kubiska, slutna betongvolymer i två plan med exteriöra nischer för balkonger och fönstersättning. Planlösningen är öppen med ett centralt trapphus som definierar olika rum och delar upp byggnaden i fyra zoner: en serviceavdelning med kök och tvättstuga, en matsals- och sovrumsdel, trapphuset i sig, samt ett vardagsrum med dubbel takhöjd. Indelningen följer Kahns arkitektoniska filosofi kring Served and Servant Spaces, där mänskliga aktiviteter och tekniska installationer och andra nödvändigheter separeras. 
I nära anslutning till Esherick House ligger det samtida Vanna Venturi House av Robert Venturi.